# Поток при Вачах
Поток при Вачах (на словенски: Potok pri Vačah) е село в Словения, регион Средна Словения, община Лития. Според Националната статистическа служба на Република Словения през 2015 г. селото има 56 жители.